# Hodowla lasu
Hodowla lasu – podstawowa nauka leśna, określająca zasady postępowania mającego na celu prawidłowe kierowanie procesami lasotwórczymi zgodnie z produkcyjnymi i pozaprodukcyjnymi zadaniami gospodarstwa leśnego. Hodowla lasu obejmuje reguły, metody i techniki odnawiania i pielęgnowania lasu, jak również zalesiania powierzchni nieleśnych, opiera się na szerokich podstawach przyrodniczych, w tym na podstawach ekologicznych.
Hodowla lasu zajmuje się badaniem biologicznych praw rządzących powstawaniem i rozwojem zespołów leśnych, ich wzajemnym powiązaniem i współdziałaniem ze środowiskiem przyrodniczym, wrażliwością na warunki klimatyczne, glebowe, a także oddziaływaniem zabiegów gospodarczych. Opierając się na doświadczeniach praktyki zawodowej i pracach badawczych, hodowla lasu określa zasady i techniki wspomagania procesów rozwoju drzewostanu, zapewnia trwałość i produkcyjność lasów oraz wzrost walorów ekologicznych i biologicznych.
Hodowla lasu jest również gałęzią gospodarczej działalności leśnej, która pozwala zaspokoić potrzeby gospodarki narodowej przez możliwie wysoką i wartościową produkcję drewna przy oszczędnym nakładzie środków. Głównym celem hodowli lasu jest zachowanie i wzbogacanie lasów istniejących i kształtowanie nowych z respektowaniem warunków i procesów naturalnych przez:
- stopniowe osiąganie stanów równowagi dynamicznej w ekosystemach leśnych, tj. zgodności biocenozy leśnej z warunkami biotopów,
- zapewnianie produkcji drewna i innych użytków na zasadach reprodukcji rozszerzonej,
- kształtowanie pozaprodukcyjnych funkcji lasu oraz przyjaznych powiązań lasów i gospodarki leśnej z otoczeniem społeczno-gospodarczym na zasadzie sprzężeń zwrotnych.

Do głównych działów jakimi zajmuje się hodowla lasu zalicza się:
- nasiennictwo leśne,
- szkółkarstwo leśne,
- wymagania siedliskowe ważniejszych gatunków drzew i krzewów leśnych,
- odnowienie lasu,
- melioracje leśne,
- zalesienia, zadrzewienia,
- pielęgnowanie lasu,
- typologia leśna i rejonizacja nasienna,
- zagospodarowanie lasu,
- hodowla szczegółowa drzew i krzewów leśnych,
- zasady projektowania i wykonywania leśnych prac hodowlanych w różnych warunkach siedliskowych.